# Gerhard Fischer (Erfinder)
Gerhard Julius Richard Fischer später Gerhard Julius Richard Fisher, Gerhard R. Fisher (* 18. März 1899 in Landeshut, Provinz Schlesien; † 2. Mai 1988 in Palo Alto, Santa Clara Valley, Kalifornien, USA) war ein US-amerikanischer Unternehmer deutscher Herkunft. Er war ein Erfinder des Metalldetektors.

## Leben
Fischer wurde 1899 als Sohn des Ingenieurs Richard Hugo Georg Arthur Fischer und dessen Frau Margaretha Julia Fischer geb. Job in Landeshut, Schlesien geboren. Seine Mutter stammte aus Lodz, wo die Eltern auch heirateten. Um 1906 zog Familie Fischer nach Dresden. Nachdem er an der Universität Dresden Elektrotechnik studiert hatte, emigrierte Fischer in die USA. 1931 gründete er in Palo Alto das Unternehmen Fisher Research Laboratory, Inc., dem er bis zu seinem Eintritt in den Ruhestand 1967 als Präsident vorstand. Er arbeitete dort an der Entwicklung eines Funkkompasses. Dabei zeigten sich umgebungsabhängige Veränderungen. Aus der Störung durch Metall schloss er, dass das Gerät auch zum Detektieren von Metall geeignet sein musste. 1937 ließ er seinen Metalldetektor patentieren.